# 莫頓城堡
48°48′18″N 2°13′52″E / 48.80500°N 2.23111°E
莫頓城堡（法語：Château de Meudon）是法國首都巴黎附近的一座城堡，位於巴黎和凡爾賽之間。這座城堡曾遭損毀，亦有過拆除提議，但最終得以保留。1972年，莫頓城堡列入法國歷史古蹟。

## 外部連結

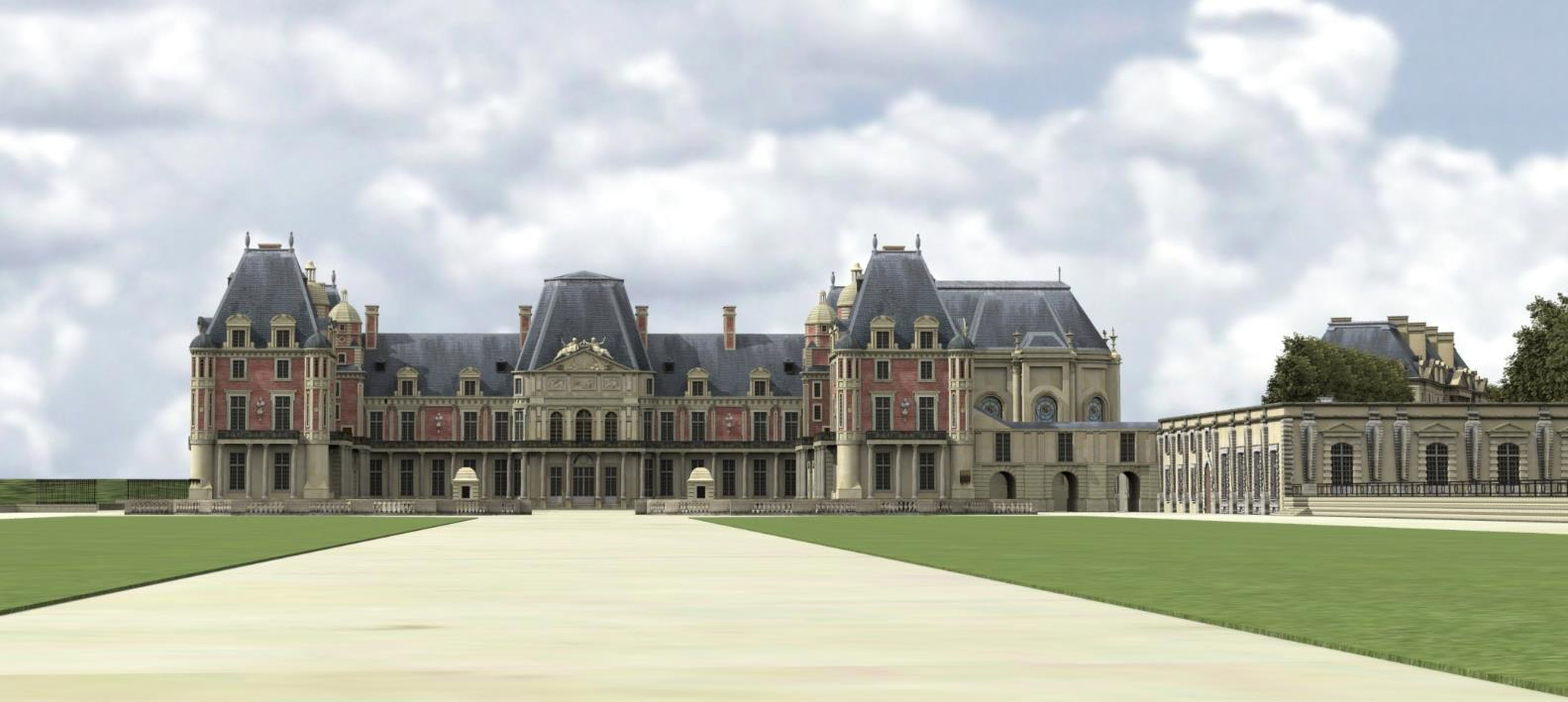

- The Web page about the "Château de Meudon"  （法語）
- Châteaux de Meudon （法語）
- Engravings of the Château de Meudon. （页面存档备份，存于）
- Construction of the Observatoire de Paris at Meudon. （法語）